# 上海菱威深信息技术有限公司
上海菱威深信息技术有限公司总公司（英語：iVision Shanghai Co., Ltd.）是一家中国信息技术公司。

## 历史
2003年5月26日成立，总部位于中国上海，由三菱商事和野村综合研究所共同出资的子公司，并在北京及广州设有分公司。

## 公司结构
总公司  上海市浦东新区峨山路91弄100号陆家嘴软件园2号楼9F（901-906室）
北京分公司  北京市朝阳区东三环北路5号北京发展大厦1519室
广州分公司 广州市天河路228号之一广晟大厦1702室

## 资料来源
- 上海菱威深信息技术有限公司-公司简介（中文）（页面存档备份，存于）
- 上海菱威深信息技术有限公司-公司沿革（中文）（页面存档备份，存于）